# Ono no Imoko
Ono no Imoko est un nom japonais traditionnel ; le nom de famille (ou le nom d'école), Ono, précède donc le prénom (ou le nom d'artiste).
Ono no Imoko (小野 妹子) est un homme politique et diplomate japonais à la fin du VIe siècle et au début du VIIe siècle, durant la période Asuka de l'histoire du Japon.

## Biographie
Ono est désigné par l'impératrice Suiko comme envoyé officiel (Kenzuishi) auprès de la cour des Sui en 607 dans le cadre des missions japonaises en Chine impériale, et il remet la fameuse lettre du prince japonais Shōtoku qui commence ainsi : « Le Fils du Ciel où le soleil se lève (Japon) au Fils du Ciel où le soleil se couche (Chine), que la bonne santé soit avec vous ». L'empereur Yang est en colère d'avoir été appelé de cette façon, mais il n'est pas clair s'il a été irrité plus par l'insulte aux Sui désignés comme étant la terre du soleil couchant ou par l'utilisation du titre fils du Ciel pour se référer à lui-même et à l'empereur de ce que la Chine ne considère comme rien de plus qu'un état barbare relativement insignifiant au nord-est.
Néanmoins, l'empereur Yang est probablement plus intéressé à obtenir l'appui du Japon dans ses campagnes contre Goguryeo que dans les questions de décorum et, malgré l'insulte, il envoie son propre envoyé, Pei Shiqing (裴世清), de retour au Japon avec Ono.
Ono est ensuite nommé envoyé auprès des Sui pour la deuxième fois à l'automne de 608 et accompagne Pei Shiqing lors de son voyage de retour en Chine. Ono retourne au Japon après sa deuxième mission en 609, puis disparaît en grande partie des documents historiques.
Ono no Imoko est souvent cité comme exemple d'un fonctionnaire qui a obtenu une promotion dans le cadre du nouveau système des douze niveaux de rang de promotion au mérite mis en place par le prince Shōtoku en 603. Lorsque Ono apparaît dans les documents historiques et est nommé envoyé auprès de la dynastie Sui, son rang est celui de la plus « grande légitimité » (5e rang), mais il est ensuite promu au rang supérieur de la « plus grande vertu », en grande partie en raison de ses missions réussies auprès de la cour des Sui.
La famille d'Ono no Imoko est réputée pour ses capacités en linguistique et son érudition ; y figurent la poétesse Ono no Komachi, le poète et lettré Ono no Takamura et le calligraphe Ono no Michikaze.

## Source de la traduction
- (en) Cet article est partiellement ou en totalité issu de l’article de Wikipédia en anglais intitulé « Ono no Imoko » (voir la liste des auteurs).